# Сезон ФК «Шахтар» Донецьк 1982
Огляд виступів футбольного клубу «Шахтар» (Донецьк) у сезоні 1982.

## Чемпіонат
Підсумкова таблиця першості СРСР 1982:
| М  | Команда                    | І  | В  | Н  | П  | М     | О       | УЄФА |
| -- | -------------------------- | -- | -- | -- | -- | ----- | ------- | ---- |
|    | «Динамо» (Мінськ)          | 34 | 19 | 9  | 6  | 63-35 | 47      | КЧ   |
|    | «Динамо» (Київ)            | 34 | 18 | 10 | 6  | 58-25 | 46      | КУ   |
|    | «Спартак» (Москва)         | 34 | 16 | 9  | 9  | 59-35 | 41      | КУ   |
| 4  | «Динамо» (Тбілісі)         | 34 | 16 | 9  | 9  | 51-47 | 41      |      |
| 5  | «Арарат» (Єреван)          | 34 | 14 | 10 | 10 | 50-47 | 38      |      |
| 6  | «Пахтакор» (Ташкент)       | 34 | 13 | 11 | 10 | 42-38 | 36 (-1) |      |
| 7  | «Зеніт» (Ленінград)        | 34 | 12 | 9  | 13 | 44-41 | 33      |      |
| 8  | «Торпедо» (Москва)         | 34 | 11 | 12 | 11 | 36-33 | 32 (-2) |      |
| 9  | «Дніпро» (Дніпропетровськ) | 34 | 11 | 12 | 11 | 34-38 | 32 (-2) |      |
| 10 | «Чорноморець» (Одеса)      | 34 | 11 | 11 | 12 | 30-36 | 32 (-1) |      |
| 11 | «Динамо» (Москва)          | 34 | 13 | 5  | 16 | 42-52 | 31      |      |
| 12 | «Металіст» (Харків)        | 34 | 10 | 11 | 13 | 32-34 | 30 (-1) |      |
| 13 | «Торпедо» (Кутаїсі)        | 34 | 10 | 10 | 14 | 39-45 | 30      |      |
| 14 | «Шахтар» (Донецьк)         | 34 | 10 | 9  | 15 | 42-57 | 29      | КК   |
| 15 | ЦСКА (Москва)              | 34 | 10 | 9  | 15 | 41-46 | 29      |      |
| 16 | «Нефтчі» (Баку)            | 34 | 10 | 7  | 17 | 42-63 | 27      |      |
| 17 | «Кубань» (Краснодар)       | 34 | 9  | 9  | 16 | 37-48 | 27      |      |
| 18 | «Кайрат» (Алма-Ата)        | 34 | 7  | 10 | 17 | 34-56 | 24      |      |

## Кубок

### 5 зона
| М  | Клуб               | І | В | Н | П | М     | О |
| -- | ------------------ | - | - | - | - | ----- | - |
| 1. | Факел (Воронеж)    | 5 | 4 | 0 | 1 | 9 — 2 | 8 |
| 2. | Торпедо (Москва)   | 5 | 4 | 0 | 1 | 7 — 2 | 8 |
| 3. | Динамо (Москва)    | 5 | 4 | 0 | 1 | 4 — 2 | 8 |
| 4. | Шахтар (Донецьк)   | 5 | 2 | 0 | 3 | 6 — 7 | 4 |
| 5. | Гурія (Ланчхуті)   | 5 | 0 | 1 | 4 | 2 — 8 | 1 |
| 6. | Шинник (Ярославль) | 5 | 0 | 1 | 4 | 2 — 9 | 1 |

Результати
| 20 лютого 1982 |

| «Шахтар» (Донецьк)                         | 3 : 1    | «Шинник» (Ярославль) |
| ------------------------------------------ | -------- | -------------------- |
| І.Дибченко 34' С.Акименко 63' І.Петров 83' | Протокол | М.Вихарев 61'        |

|  |

| 23 лютого 1982 |

| «Шахтар» (Донецьк)           | 2 : 0    | «Гурія» (Ланчхуті) |
| ---------------------------- | -------- | ------------------ |
| В.Роговський 1' І.Петров 85' | Протокол |                    |

|  |

| 26 лютого 1982 |

| «Динамо» (Москва) | 1 : 0    | «Шахтар» (Донецьк) |
| ----------------- | -------- | ------------------ |
| М.Латиш 10'       | Протокол |                    |

|  |

| 1 березня 1982 |

| «Торпедо» (Москва)                         | 3 : 1    | «Шахтар» (Донецьк) |
| ------------------------------------------ | -------- | ------------------ |
| Ю.Корюков 11' В.Петраков 21' А.Редкоус 51' | Протокол | Р.Заріпов 81'      |

|  |

| 4 березня 1982 |

| «Факел» (Воронеж)            | 2 : 0    | «Шахтар» (Донецьк) |
| ---------------------------- | -------- | ------------------ |
| О.Корешков 52' В.Пімушин 62' | Протокол |                    |

|  |

## Склад
| № | Поз. | Нац. | Гравець                        |
| - | ---- | ---- | ------------------------------ |
|   | ВР   |      | Дегтерьов Юрій Віталійович     |
|   | ВР   |      | Золотницький Сергій Юрійович   |
|   | ВР   |      | Нікітін Володимир Андрійович   |
|   | ЗХ   |      | Варнавський Олексій Дмитрович  |
|   | ЗХ   |      | Горбунов Валерій Петрович      |
|   | ЗХ   |      | Овчинников Сергій Анатолійович |
|   | ЗХ   |      | Попович Сергій Олексійович     |
|   | ЗХ   |      | П'яних Володимир Дмитрович     |
|   | ЗХ   |      | Симонов Ігор Геннадійович      |
|   | ЗХ   |      | Сопко Олександр Олександрович  |
|   | ПЗ   |      | Дибченко Ігор Васильович       |

| № | Поз. | Нац. | Гравець                         |
| - | ---- | ---- | ------------------------------- |
|   | ПЗ   |      | Муравський Віктор Ілліч         |
|   | ПЗ   |      | Петров Ігор Григорович          |
|   | ПЗ   |      | Повар Геннадій Миколайович      |
|   | ПЗ   |      | Покидін Сергій Володимирович    |
|   | ПЗ   |      | Рудаков Валерій Вікторович      |
|   | ПЗ   |      | Соколовський Михайло Григорович |
|   | ПЗ   |      | Юрченко Ігор Миколайович        |
|   | ПЗ   |      | Ященко Сергій Володимирович     |
|   | НП   |      | Акименко Сергій Васильович      |
|   | НП   |      | Грачов Віктор Олександрович     |
|   | НП   |      | Куцев Володимир Миколайович     |
|   | НП   |      | Лапідус Михайло Анатолійович    |
|   | НП   |      | Морозов Сергій Юрійович         |
|   | НП   |      | Роговський Володимир Григорович |